# 徐宝善
徐宝善（1790年—1838年），字廉峰，歙县人。清朝翰林、詩人。
生于乾隆五十五年（1790年），嘉庆二十五年（1820年）庚辰科进士，榜名三寶。改庶吉士，授编修，历官御史。道光十四年擔任浙江乡试副主考，道光十八年擔任会试同考官。黄爵滋说：“使如廉峰诸君提倡于上，亨甫（张际亮）、四农（潘德舆）诸子相与奋发而周旋之，则斯道复兴之机也。”卒于道光十八年（1838年）。有《壸园诗钞》。